# Rade Tošić
Rade Tošić (Tuzla, 31 marzo 1965) è un ex calciatore jugoslavo, di ruolo difensore.

## Carriera

### Club
Debutta da professionista nel 1982 con lo Sloboda Tuzla, dove milita per sei stagioni prima di venire ingaggiato dall'Hajduk Spalato.
All'inizio della stagione 1990-1991 passa alla Stella Rossa, dove vince due campionati jugoslavi, la Coppa dei Campioni 1990-1991 e la Coppa Intercontinentale 1991.
Nell'estate del 1992 si trasferisce in Spagna, al Mérida, nella Segunda División spagnola prima di chiudere la carriera al Castellón.

### Nazionale
Il 31 marzo 1988 disputa la sua unica partita con la casacca della Jugoslavia, subentra a Vujadin Stanojković in occasione dell'amichevole casalinga pareggiata contro l'Italia (1-1).

## Statistiche

### Cronologia presenze e reti in nazionale
| Cronologia completa delle presenze e delle reti in nazionale ― Jugoslavia | Cronologia completa delle presenze e delle reti in nazionale ― Jugoslavia | Cronologia completa delle presenze e delle reti in nazionale ― Jugoslavia | Cronologia completa delle presenze e delle reti in nazionale ― Jugoslavia | Cronologia completa delle presenze e delle reti in nazionale ― Jugoslavia | Cronologia completa delle presenze e delle reti in nazionale ― Jugoslavia | Cronologia completa delle presenze e delle reti in nazionale ― Jugoslavia | Cronologia completa delle presenze e delle reti in nazionale ― Jugoslavia |
| Data                                                                      | Città                                                                     | In casa                                                                   | Risultato                                                                 | Ospiti                                                                    | Competizione                                                              | Reti                                                                      | Note                                                                      |
| ------------------------------------------------------------------------- | ------------------------------------------------------------------------- | ------------------------------------------------------------------------- | ------------------------------------------------------------------------- | ------------------------------------------------------------------------- | ------------------------------------------------------------------------- | ------------------------------------------------------------------------- | ------------------------------------------------------------------------- |
| 31-3-1988                                                                 | Spalato                                                                   | Jugoslavia                                                                | 1 – 1                                                                     | Italia                                                                    | Amichevole                                                                | -                                                                         | 80’                                                                       |
| Totale                                                                    |                                                                           | Presenze                                                                  | 1                                                                         |                                                                           | Reti                                                                      | 0                                                                         |                                                                           |

## Palmarès

### Club

#### Competizioni nazionali
- Campionato jugoslavo: 2

Stella Rossa: 1990-1991, 1991-1992

#### Competizioni internazionali
- Coppa dei Campioni: 1

Stella Rossa: 1990-1991
- Coppa Intercontinentale: 1

Stella Rossa: 1991